# Barbonville
Barbonville és un municipi francès situat al departament de Meurthe i Mosel·la i a la regió del Gran Est. L'any 2007 tenia 384 habitants.

## Demografia

### Població
El 2007 la població de fet de Barbonville era de 384 persones. Hi havia 146 famílies, de les quals 24 eren unipersonals (12 homes vivint sols i 12 dones vivint soles), 55 parelles sense fills, 59 parelles amb fills i 8 famílies monoparentals amb fills.
La població ha evolucionat segons el següent gràfic:
Habitants censats

### Habitatges
El 2007 hi havia 154 habitatges, 145 eren l'habitatge principal de la família, 2 eren segones residències i 8 estaven desocupats. 143 eren cases i 12 eren apartaments. Dels 145 habitatges principals, 133 estaven ocupats pels seus propietaris, 11 estaven llogats i ocupats pels llogaters i 1 estava cedit a títol gratuït; 1 tenia dues cambres, 11 en tenien tres, 37 en tenien quatre i 96 en tenien cinc o més. 116 habitatges disposaven pel capbaix d'una plaça de pàrquing. A 62 habitatges hi havia un automòbil i a 71 n'hi havia dos o més.

### Piràmide de població
La piràmide de població per edats i sexe el 2009 era:
| Homes | Edats   | Dones |
| ----- | ------- | ----- |
| 0     | 95 o +  | 0     |
| 4     | 90 a 94 | 0     |
| 0     | 85 a 89 | 8     |
| 0     | 80 a 84 | 4     |
| 4     | 75 a 79 | 12    |
| 8     | 70 a 74 | 4     |
| 12    | 65 a 69 | 12    |
| 8     | 60 a 64 | 8     |
| 4     | 55 a 59 | 12    |
| 24    | 50 a 54 | 12    |
| 16    | 45 a 49 | 16    |
| 8     | 40 a 44 | 20    |
| 4     | 35 a 39 | 8     |
| 8     | 30 a 34 | 0     |
| 16    | 25 a 29 | 16    |
| 8     | 20 a 24 | 4     |
| 8     | 15 a 19 | 20    |
| 20    | 10 a 14 | 0     |
| 12    | 5 a 9   | 4     |
| 4     | 0 a 4   | 8     |

## Economia
El 2007 la població en edat de treballar era de 235 persones, 169 eren actives i 66 eren inactives. De les 169 persones actives 161 estaven ocupades (96 homes i 65 dones) i 8 estaven aturades (1 home i 7 dones). De les 66 persones inactives 24 estaven jubilades, 15 estaven estudiant i 27 estaven classificades com a «altres inactius».

### Ingressos
El 2009 a Barbonville hi havia 155 unitats fiscals que integraven 422 persones, la mediana anual d'ingressos fiscals per persona era de 18.673 €.

### Activitats econòmiques
Dels 13 establiments que hi havia el 2007, 1 era d'una empresa de fabricació d'altres productes industrials, 3 d'empreses de construcció, 1 d'una empresa de comerç i reparació d'automòbils, 3 d'empreses de transport, 2 d'empreses immobiliàries, 2 d'empreses de serveis i 1 d'una empresa classificada com a «altres activitats de serveis».
Els 2 serveis als particulars que hi havia el 2009 eren fusteries.
L'any 2000 a Barbonville hi havia 6 explotacions agrícoles.

## Poblacions més properes
El següent diagrama mostra les poblacions més properes.